# Jaskinia Beczkowa
Jaskinia Beczkowa – jaskinia w Dolinie Racławki na Wyżynie Olkuskiej w województwie małopolskim. Położona jest na lewych zboczach tej doliny, w bocznym jej wąwozie, w obrębie rezerwatu przyrody Dolina Racławki. Otwór jaskini znajduje się w skałach powyżej skały Opalona, na Wyżynie Olkuskiej będącej częścią Wyżyny Krakowsko-Częstochowskiej.

## Opis jaskini
Otwór jaskini znajduje się około 35 m nad dnem wąwozu na skalnej półce. Bezpośrednio nad nim wyrasta duży buk, korzeniami obejmujący otwór jaskini.  Jest to nieduża jaskinia z ciekawym korytarzem wstępnym w postaci „mytej rury” dość łagodnie opadającej w dół. W dalszej części znajdują się dwie niewielkie „salki” z bocznymi odnogami, z których najdłuższa to stroma „pochylnia” o gliniastym dnie doprowadzająca do najniższego punktu jaskini. Łączna długość jaskini wynosi 50 m, głębokość dochodzi do 16 m.
Jest to typowa jaskinia krasowa. Wytworzona została w wapieniach z okresu dolnego karbonu. Roślinność znajduje się tylko w otworze wejściowym, głębsze partie jaskini są ciemne i zazwyczaj suche. W korytarzu wejściowym dość licznie występują owady, w głębszych patiach hibernują nietoperze podkowce.

## Historia poznania i eksploracji
Miejscowej ludności jaskinia znana była od dawna. Nigdy nie prowadzono w niej badań archeologicznych i paleontologicznych, namulisko jaskini zostało jednak rozkopane przez poszukiwaczy skarbów.
Jej nazwa jest pochodzenia ludowego. Po raz pierwszy opisał ją Kazimierz Kowalski w 1951 r. W 1979 M. Napierała wykonał plan jaskini. Plan ten istotnie różni się od planu Kowalskiego. W !983 korzystając z planu M. Napierały  jaskinię opisuje M. Czepiel. Już potem w dnie drugiej salki odkopano nowy, stromy korytarz. Prowadzi on do najniższego punktu jaskini. M.  Napierała dodał go do planu. W 1979 roku M. Napierała i S. Juziuk zmierzyli jaskinię, w 2017 pomiary zaktualizował A. Polonius.

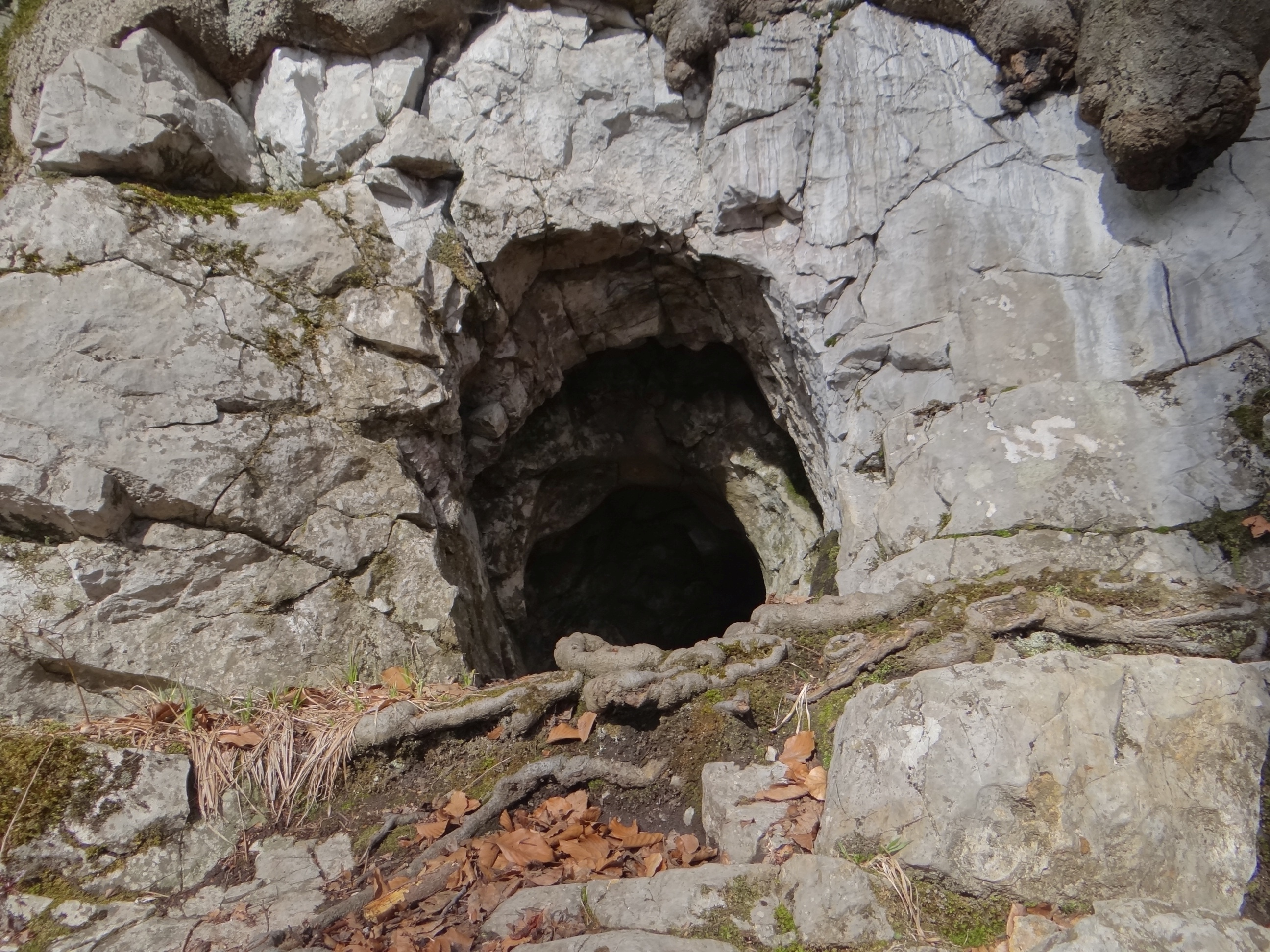
Otwór
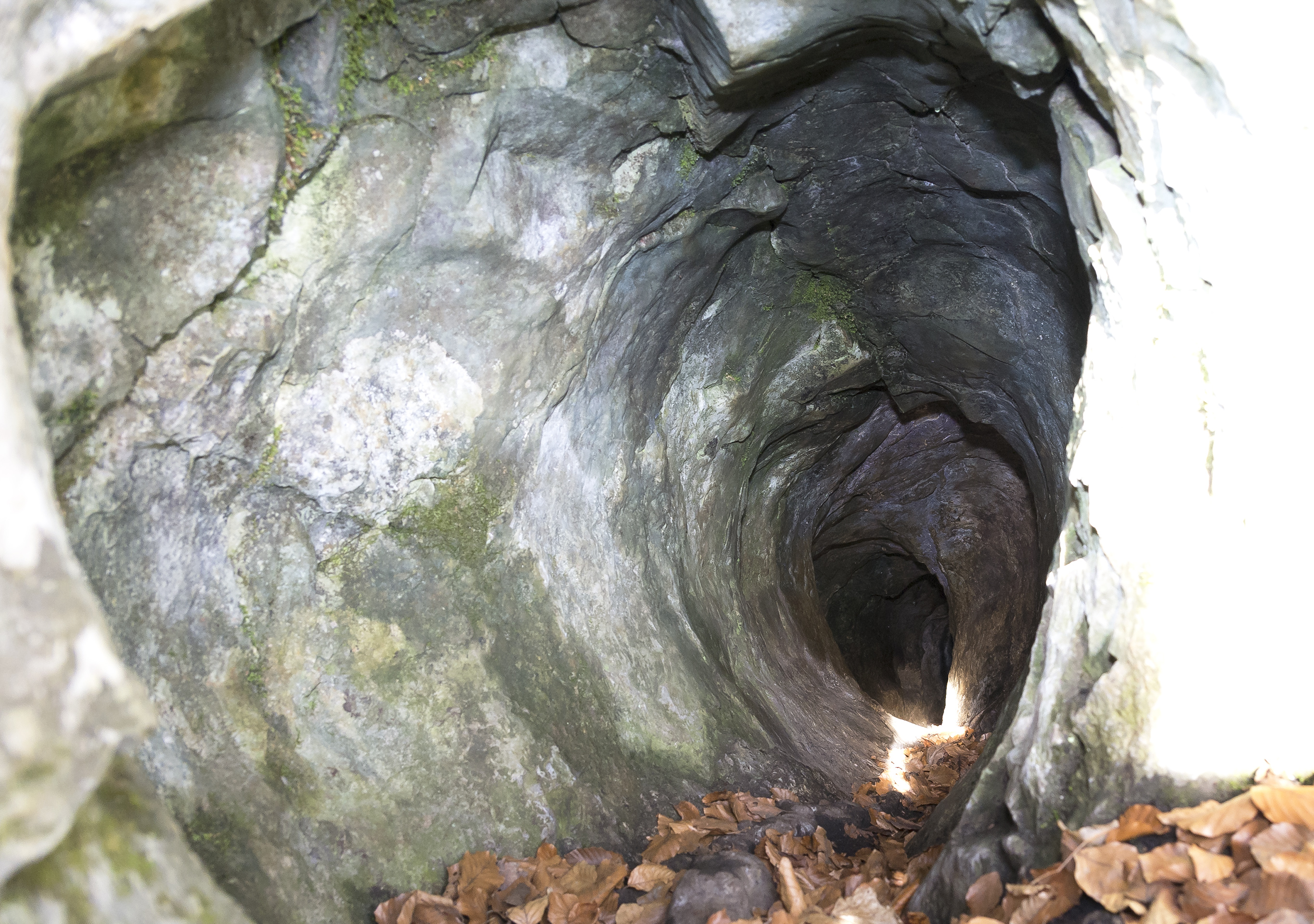
Myty korytarz
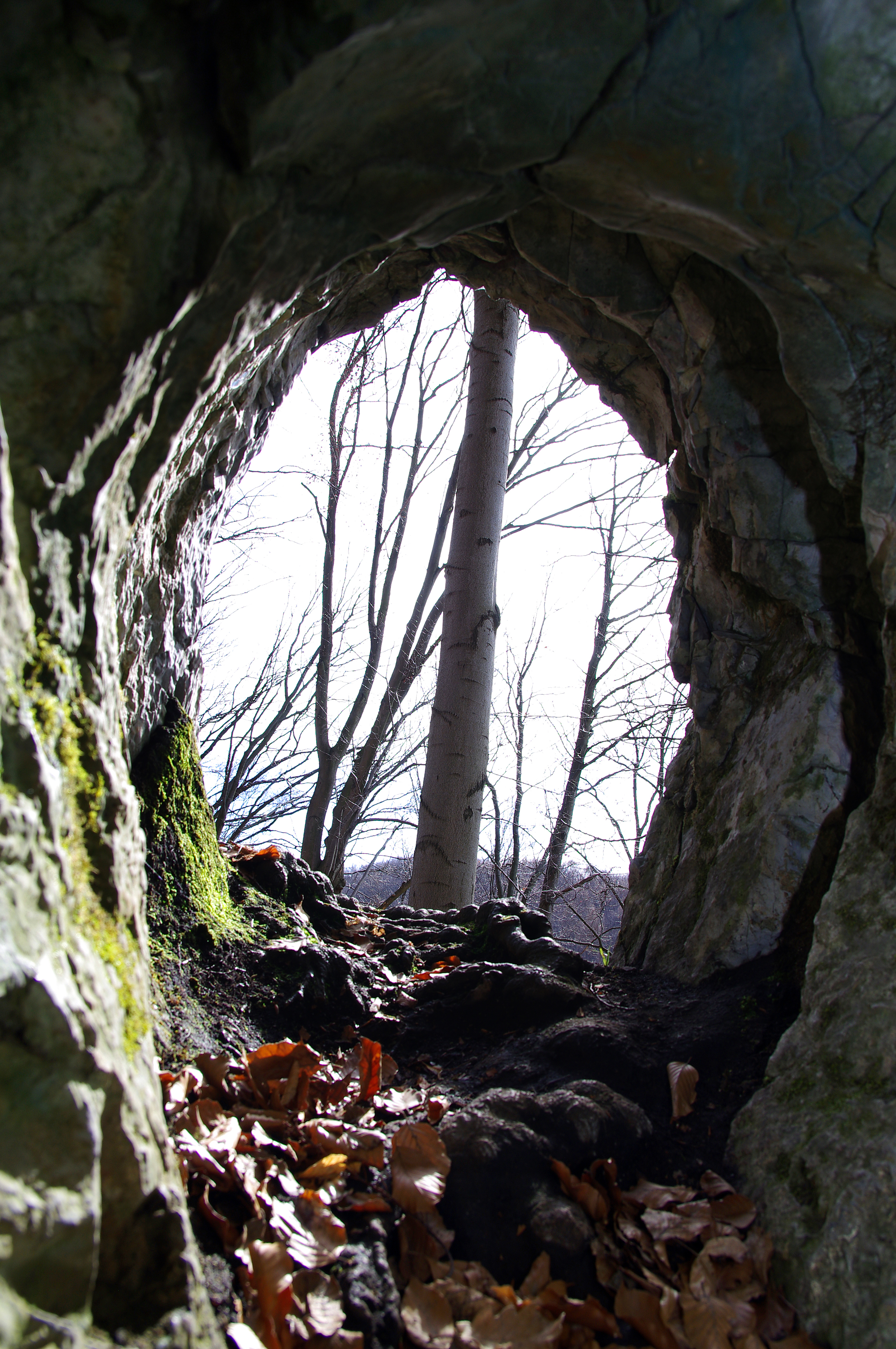
Otwór
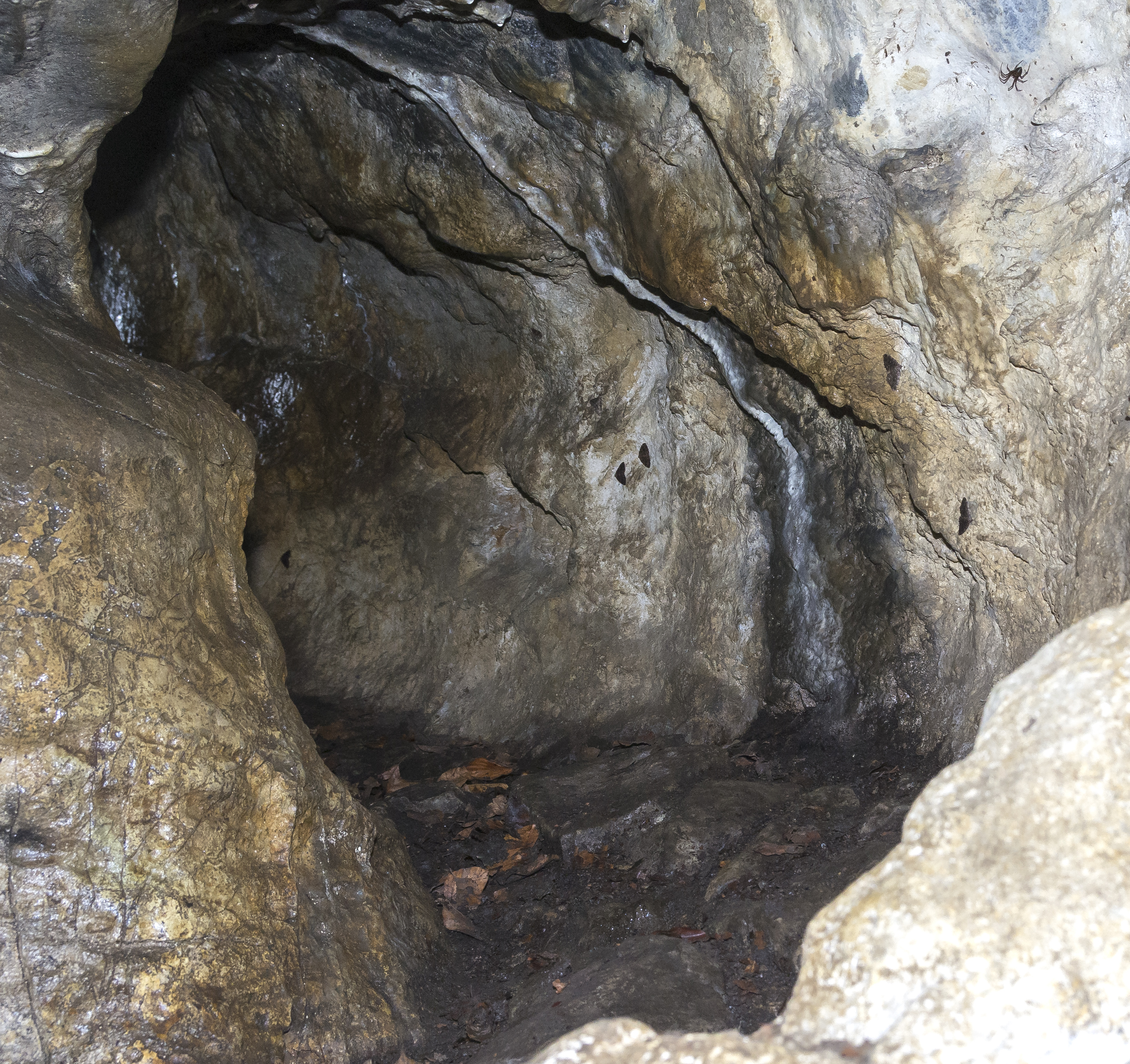
Salka
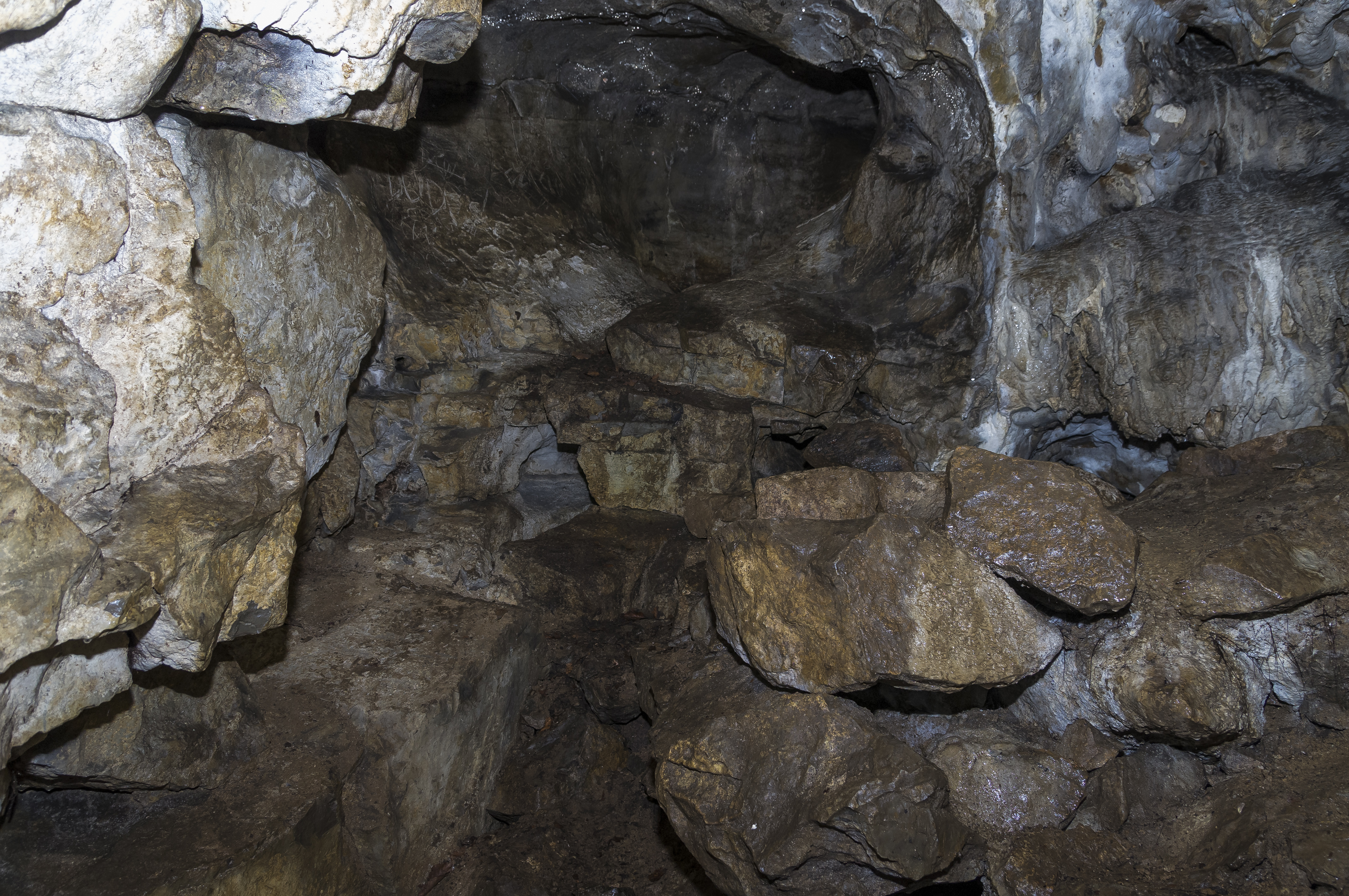
Salka
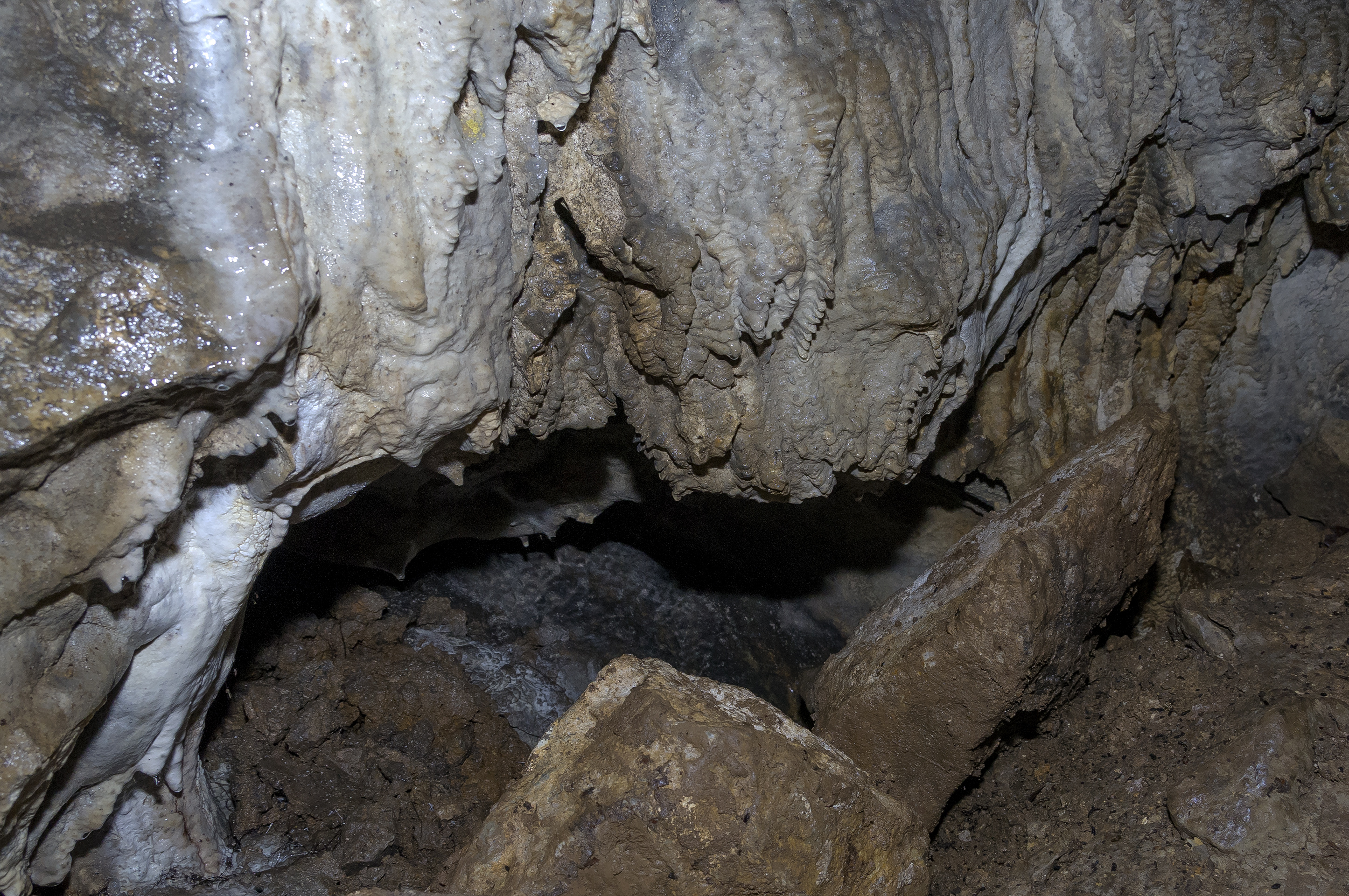
Nacieki
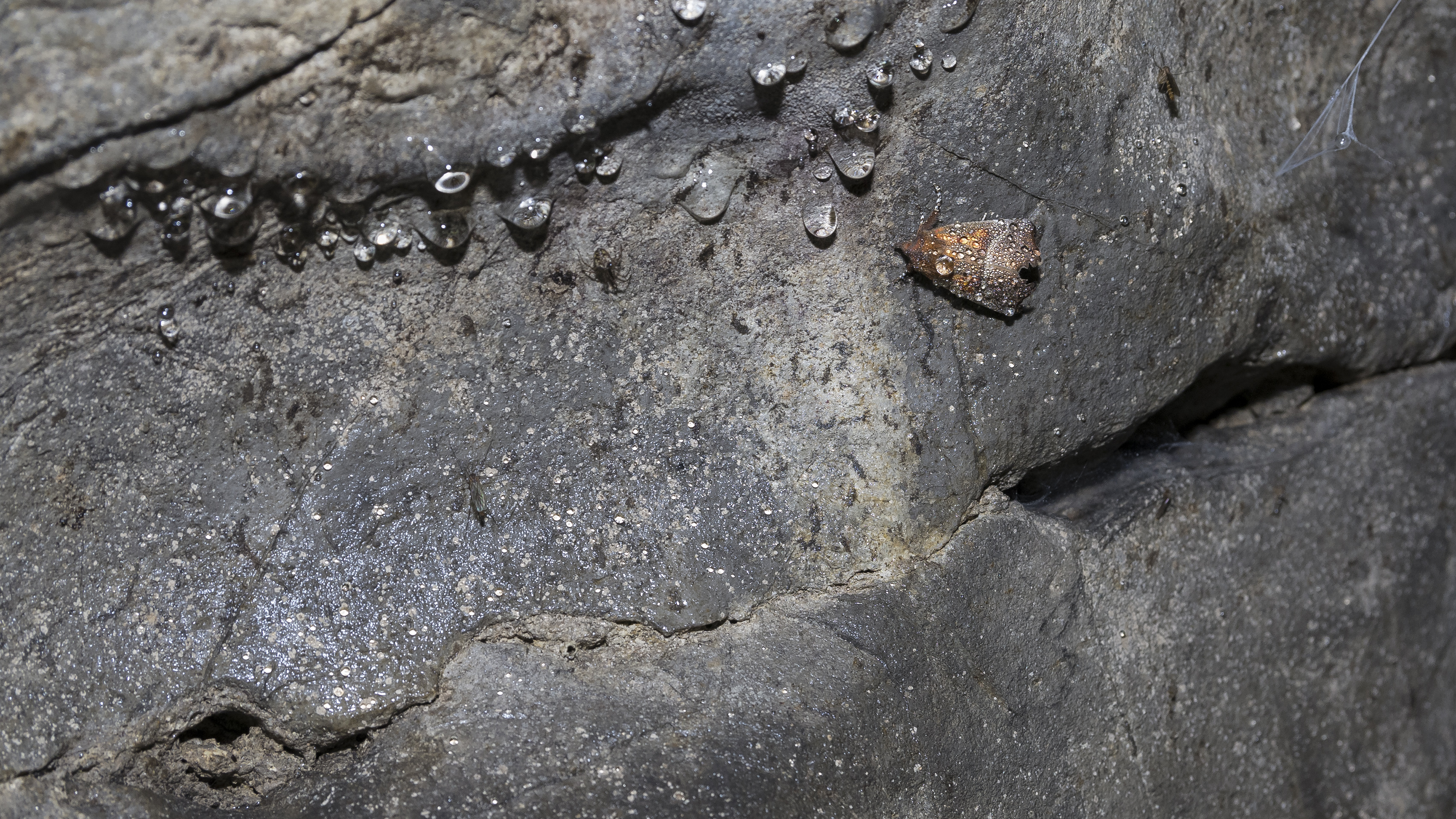
Ćma na ścianie